# Deep Sengupta
Deep Sengupta (Chakradharpur, 30 giugno 1988) è uno scacchista indiano.
Ottenne il titolo di Maestro Internazionale nel 2005 e quello di Grande maestro nel 2010.
Il suo record personale nel rating mondiale lo ottiene nella classifica FIDE di luglio 2017, dove totalizza 2596 punti Elo.
Alcuni risultati:
- 2000: vince il Campionato del mondo giovanile U12 di Oropesa del Mar;
- 2005: vince il campionato indiano juniores (under-20);
- 2009: vince la Doeberl Cup di Canberra;
- 2010: pari primo-terzo con Tigran Ġaramyan e Vadym Malachatko nell'open di Cannes;
- 2011: vince il torneo di Hastings 2010/11, superando nello spareggio tecnico il connazionale Arghyadip Das;[2]
- 2011: secondo-settimo con Maksim Turov, Vjačeslav Zacharcov, Krisztian Szabó, Lev Gutman, Dávid Bérczes e Samuel Shankland nel Festival di Dresda, vinto da Evgenij Vorob'ëv;[3]
- 2012: vince il Sankar Roy Memorial rapid di Calcutta, davanti a Neeloptal Das;[4]
- 2014: in giugno vince a Glasgow  il campionato del Commonwealth;[5]
- 2014: in dicembre è secondo, dietro a S.P. Sethuraman, nel torneo di Kottayam;[6]
- 2017: in gennaio vince per la seconda volta il torneo di Hastings con 7 punti.[7]
- 2018: in gennaio vince per la terza volta il torneo di Hastings con 7 punti.[8]